# Determinismo geografico
Per determinismo geografico s'intende un'inclinazione tipica della geopolitica classica ad attribuire alle caratteristiche fisiche e demografiche di uno Stato, nonché al suo posizionamento nello spazio, la capacità di predeterminare le sue possibilità successive di sviluppo, espansione e successo. Spesso associato a concezioni organiciste e darwiniane dello Stato.
Il determinismo geografico nasce con Friedrich Ratzel nella seconda metà dell'Ottocento, a partire dalla Germania. Secondo Ratzel, il compito del geografo era fondamentalmente quello di comprendere in che maniera gli ambienti avevano influenzato i gruppi umani insediati nelle varie zone della Terra. Il determinismo, con Ratzel e i suoi prosecutori, si adopera soprattutto a descrivere in che modo l'ambiente obbliga l'uomo ad assumere certi comportamenti.
Opposta al determinismo sarà la corrente possibilista, che non nega il ruolo della geografia ma la legge in parallelo ad altri fattori e driver, come l'impostazione ideologica del governo e le sue radici culturali, e, in seguito, quella funzionalistica o volontaristica.
Ha caratterizzato soprattutto la Scuola di Monaco, diretta dal generale bavarese Karl Haushofer, che codificò addirittura delle vere e proprie leggi geopolitiche. Ma in una certa misura i suoi echi si avvertono anche nella dottrina nordamericana del "destino manifesto". Opposto è  il cosiddetto volontarismo geografico, che considera l'uomo e le sue comunità alla stregua di un fattore geografico in grado di incidere sul futuro dello Stato, un orientamento, questo, tipico invece della geopolitica francese.